# Rosalia Novelli

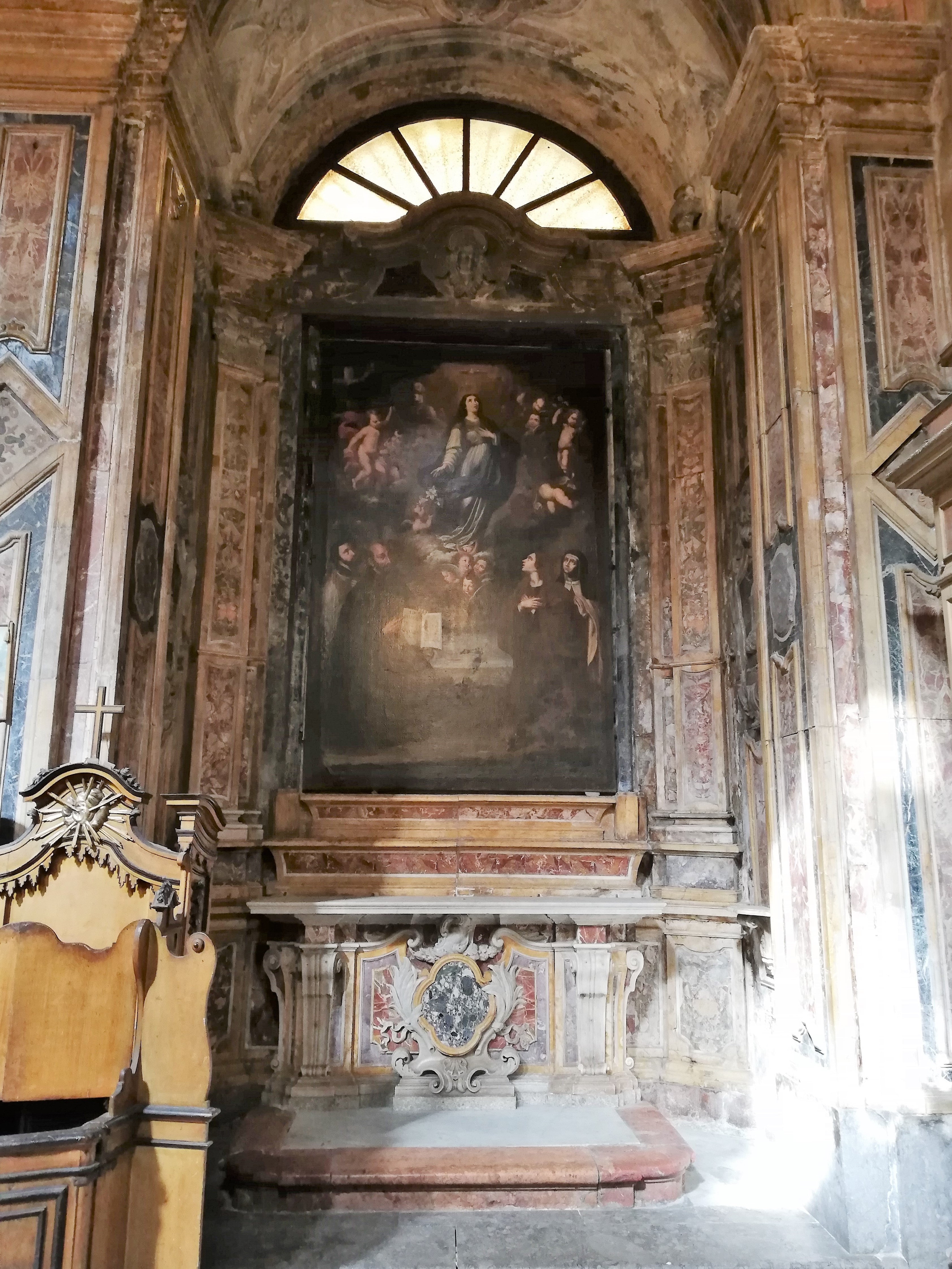
Immacolata Concezione, chiesa di San Matteo al Cassaro.

Rosalia Novelli (Palermo, 1º febbraio 1628 – post 1688) è stata una pittrice italiana.

## Biografia
Rosalia Novelli era figlia di Pietro, pittore nato a Monreale e di Costanza Adamo. Anche suo fratello Antonio Gemignano è stato pittore. Frequentò la bottega del padre, dove poteva incontrare pittori e personaggi illustri, mentre realizzava copie di opere del padre, di Antoon van Dyck e di altri fiamminghi che avevano soggiornato a Palermo. Secondo Agostino Gallo (1790-1872), uno dei primi a stendere sue notizie biografiche, Rosalia Novelli all'età di cinquantacinque anni insegnò disegno e pittura ad Anna Fortino, specializzata in sculture modellate in cera e poi dipinte.
Un filone di pittura barocca fiandro-novellesca ha caratterizzato la produzione pittorica palermitana, dagli anni quaranta agli anni sessanta del seicento: era cioè una pittura che da una parte si ispirava all'opera di Pietro Novelli e dall'altra ai fiamminghi.
Su Rosalia irradiava il mito della pittrice Sofonisba Anguissola, che aveva vissuto lunghi anni a Palermo, dal 1573 al 1578 e dal 1615 sino alla morte, nel 1625. Per alcuni anni, a partire dal 1640, la famiglia Novelli abitò in contrada Santa Maria del Piliere, proprio nella casa dove la pittrice cremonese aveva vissuto.
Attribuiti con certezza a Rosalia Novelli sono due dipinti, datati 1663: Santa Maddalena, Santa Rosalia e San Francesco in estasi, nella Chiesa Madre di Piraino, in provincia di Messina e Immacolata e San Francesco Borgia, nella chiesa barocca del Gesù di Casa Professa, a Palermo. Un disegno alla Galleria Regionale della Sicilia a Palazzo Abatellis, a Palermo, raffigurante la Raccolta della manna, è da lei firmato "Rosolea Bono", cioè col cognome del secondo marito, don Diego Bono. Aveva sposato prima Carlo Durante e, rimasta vedova dopo un anno, si era unita in matrimonio con Diego Bono, segretario e referendario del regno di Sicilia.
Questi due dipinti rievocano l'arte di Pietro Novelli, ma risentono anche della Santa Rosalia di Anton Van Dyck e del dipinto Santa Rosalia entro una ghirlanda di fiori, nella chiesa palermitana di San Francesco Saverio, attribuibile al pittore fiammingo Geronimo Gerardi. Van Dyck aveva ideato una iconografia, per raffigurare la santa, in due diverse situazioni: l'incoronazione e l'intercessione. Rosalia Novelli si esprimeva con forte contrasto di luce e di ombra, creando una fonte di luce radente che proveniva dalla sinistra del dipinto. Maestra d'arte, impartì nozioni di disegno e pittura ad Anna Fortino (o Lo Fortino), pittrice palermitana, prima artista in ceroplastica.
Sono state attribuite a Rosalia altre tele, tra cui: Sant'Agata che professa la fede dinanzi al tiranno Quinziano, Purificazione di Maria, Sacra Famiglia e Sant'Anna e Annunciazione. Nella chiesa di Santa Croce a Furnari una Madonna del Rosario è probabilmente opera sua. I dipinti di Rosalia Novelli sono di difficile attribuzione, per le affinità stilistiche con quelli del padre. Non si esclude che, nella ricca manifestazione barocca siciliana di Pietro Novelli - espressa in decine di opere pittoriche - non ci sia, qua e là, la mano di sua figlia Rosalia.
Agostino Gallo attribuì a Rosalia Novelli la Nunziata e la Madonna del Carmine, allora esistenti nella chiesa di San Vito a Palermo. conosciuta anche come chiesa di Santa Maria di tutte le Grazie. Agostino Gallo scrisse anche che erano di Rosalia Novelli le Sante vergini nel monastero di San Martino, non lontano da Palermo.